# Straßbessenbach
Straßbessenbach ist ein Gemeindeteil der Gemeinde Bessenbach im unterfränkischen Landkreis Aschaffenburg in Bayern. Die Gemarkung Straßenbessenbach hat 514 ha. International bekannt ist Straßbessenbach durch die regelmäßig stattfindenden Motocross-Veranstaltungen.

## Geographie
Das Kirchdorf im Vorspessart etwa 10 km von Aschaffenburg, 70 km von Würzburg und 60 km von Frankfurt am Main entfernt. Durch den Ort führen die Staatsstraßen 2307 und 2312 (ehemalige Bundesstraße 8) sowie der Fränkische Marienweg. Der topographisch höchste Punkt der Dorfgemarkung befindet sich am Dachsbuckel, südöstlich des Ortes mit 372 m ü. NHN, der niedrigste liegt am Bessenbach auf 167 m ü. NHN.

### Nachbargemarkungen
Folgende Gemarkungen grenzen an das Ortsgebiet von Straßbessenbach:
| Winzenhohl               | Keilberg                                    |                               |
| Haibach und Grünmorsbach | Kompassrose, die auf Nachbargemeinden zeigt | Keilberg (mit Waldmichelbach) |
| Dörrmorsbach             | Oberbessenbach                              |                               |

## Geschichte
Straßbessenbach wurde 1348 erstmals als „Strata“ urkundlich erwähnt.
Am 1. Juli 1862 wurde das Bezirksamt Aschaffenburg gebildet, auf dessen Verwaltungsgebiet Straßbessenbach lag. 1939 wurde wie überall im Deutschen Reich die Bezeichnung Landkreis eingeführt. Straßbessenbach war nun eine der 33 Gemeinden im Altkreis Aschaffenburg. Dieser schloss sich im Zuge der Gebietsreform in Bayern am 1. Juli 1972 mit dem Landkreis Alzenau in Unterfranken zum neuen Landkreis Aschaffenburg zusammen.

### Historische Entwicklung des Ortsnamens
Urkundlichen Erwähnungen zufolge entwickelte sich der Name Straßbessenbach wie folgt:
- 1348: „Strata“
- 1557: „Bessenbach an der straß“
- 1652: „Straßbessenbach“

### Eingemeindung
Die Gemeinde Straßbessenbach wurde am 1. Januar 1972 zusammen mit Keilberg in die neue Gemeinde Bessenbach eingegliedert.

## Persönlichkeiten
- Anton Zimlich (* 12. Juli 1830 in Straßbessenbach; † 13. Juli 1918), Zündholzfabrikant und Abgeordneter
- Marcel Schäfer (* 7. Juni 1984 in Aschaffenburg), Fußballprofi, begann seine Laufbahn beim SV Eintracht Straßbessenbach